# Trésor Diowo
Trésor Diowo Wetshi Emongo est un footballeur international congolais né le 2 décembre 1986 à Kinshasa.
Considéré comme un très grand espoir du football congolais, il évolue comme arrière-gauche au club belge du WS Woluwe.